# Marie Bregendahl
Marie Bregendahl f. Sørensen (6. november 1867 i Fly – 22. juli 1940 i København) var en dansk forfatterinde, der blev kendt for en roman og ikke mindst en række noveller, der på realistisk og lavmælt vis skildrer bondelivet i hjemstavnen Fjends.

## Biografi
Marie Bregendahl blev født i Fly Sogn ved Skive. Da hendes mor i 1879 døde i barselsseng, måtte Marie som 12-årig påtage sig ansvaret for sine søskende og for hjemmet.
I 1886-87 var hun forlovet med en ung bondesøn fra egnen. Imidlertid tog hun på Vrigsted Højskole (1866-1919). først som medhjælper og siden hen som elev. Her mødte hun Jeppe Aakjær og blev forelsket i ham. Hun brød forlovelsen og tog til København for at være i nærheden af Aakjær. Her tog hun arbejde som tjenestepige.
I 1892 fik hun økonomisk hjælp fra sin far til at oprette et pensionat i Nørregade i København, Det jyske Pensionat. Hun var gift med Jeppe Aakjær (1893-1900), og de fik den senere rigsantikvar Svend Aakjær, der flyttede med moderen efter skilsmissen. I 1900 lukkede pensionatet, og hun levede i de følgende år som husholderske hos sin bror Kresten, der havde et ismejeri på Nørrebro. Hun ernærede sig derudover ved korrekturlæsning.
Hun blev boende i København resten af sit liv. Her skrev hun om sin hjemstavn. Navnet Bregendahl tog hun i 1923 efter sin far.

## Forfatterskab
Marie Bregendahl begyndte så småt at skrive under ægteskabet med Jeppe Aakjær, og hun fik udgivet novellen Da Katten løb med Frikadellerne (1899). Efter denne og yderligere et par noveller rejste hun til Norge og Sverige i årene 1901 og 1902.
Hendes debutroman Hendrik i Bakken udkom i 1904. Hovedpersonen tager tydelig udgangspunkt i hendes far. Hun fik sit litterære gennembrud med den lille selvbiografiske roman En Dødsnat (En moder dør i barselsseng, set og fortalt fra børnenes vinkel) i 1912. Hun skrev en række noveller med fællestitlen Billeder af Sødalsfolkenes liv 1914-23 (udgivet samlet under titlen Sødalsfolkene i 1935). Hun udgav herefter en række novellesamlinger samt et par romaner. I 1937 udkom hendes eneste digtsamling Filtret Høst.
Efter hendes død i 1940 er et fragment fundet af en delvis selvbiografisk roman.

## Priser og hædersbevisninger
- 1918: Finansloven
- 1927: Tagea Brandts Rejselegat
- 1937: Selskabet til de skønne og nyttige Videnskabers Forfremmelse